# یوکی توگاشی
یوکی توگاشی (انگلیسی: Yuki Togashi؛ زادهٔ ۳۰ ژوئیهٔ ۱۹۹۳) بازیکن بسکتبال اهل ژاپن است.
از باشگاه‌هایی که در آن بازی کرده‌است می‌توان به دالاس ماوریکس اشاره کرد.
وی در مسابقات کشوری و بین‌المللی در مجموع برندهٔ ۱ مدال برنز شده‌است.